# Mamalyha

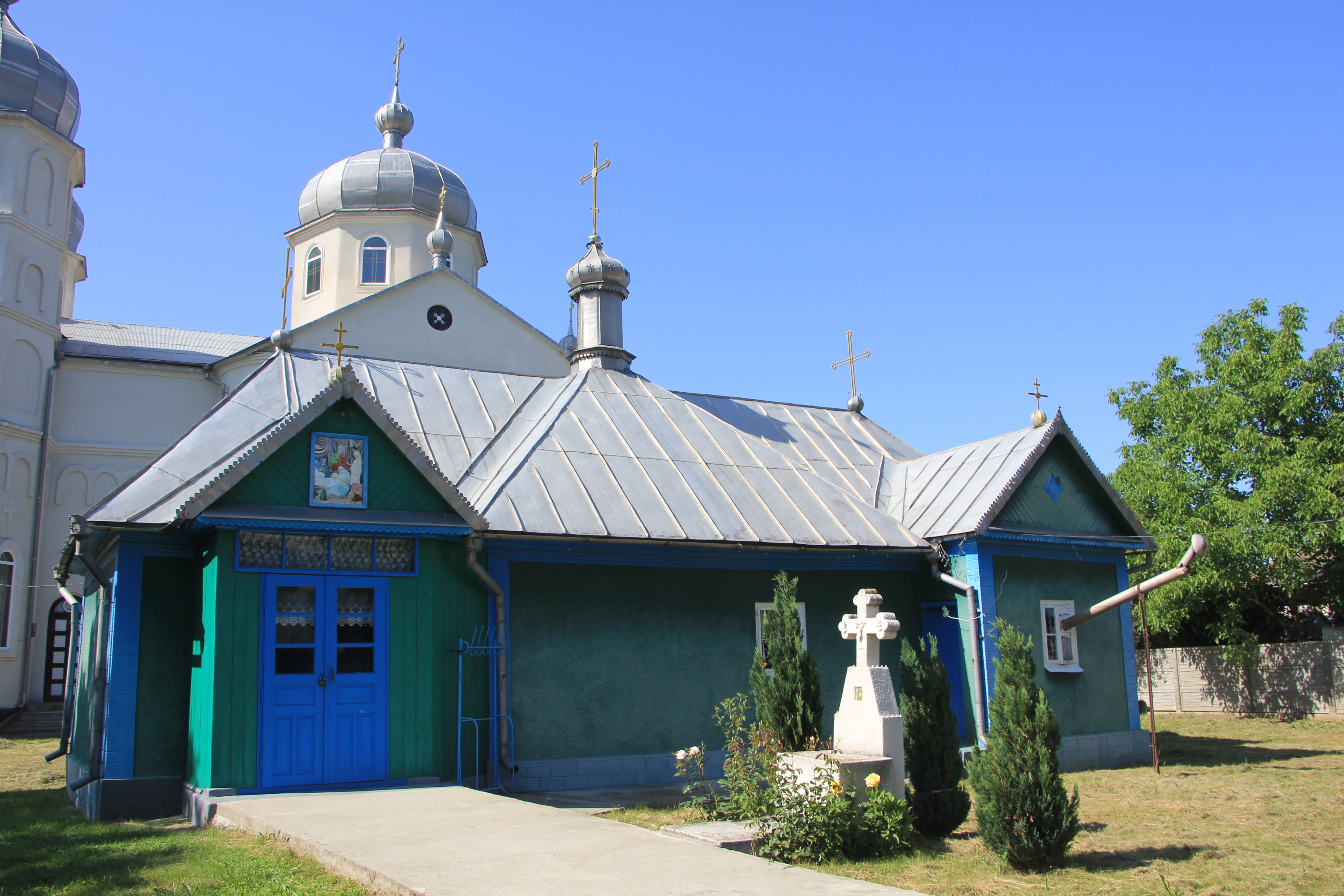
Jungfrau-Geburtskirche von 1843 in Dranyzja

Mamalyha (ukrainisch Мамалига; russisch Мамалыга Mamalyga, rumänisch Mămăliga) ist ein Dorf im Süden der ukrainischen Oblast Tscherniwzi mit etwa 2500 Einwohnern.

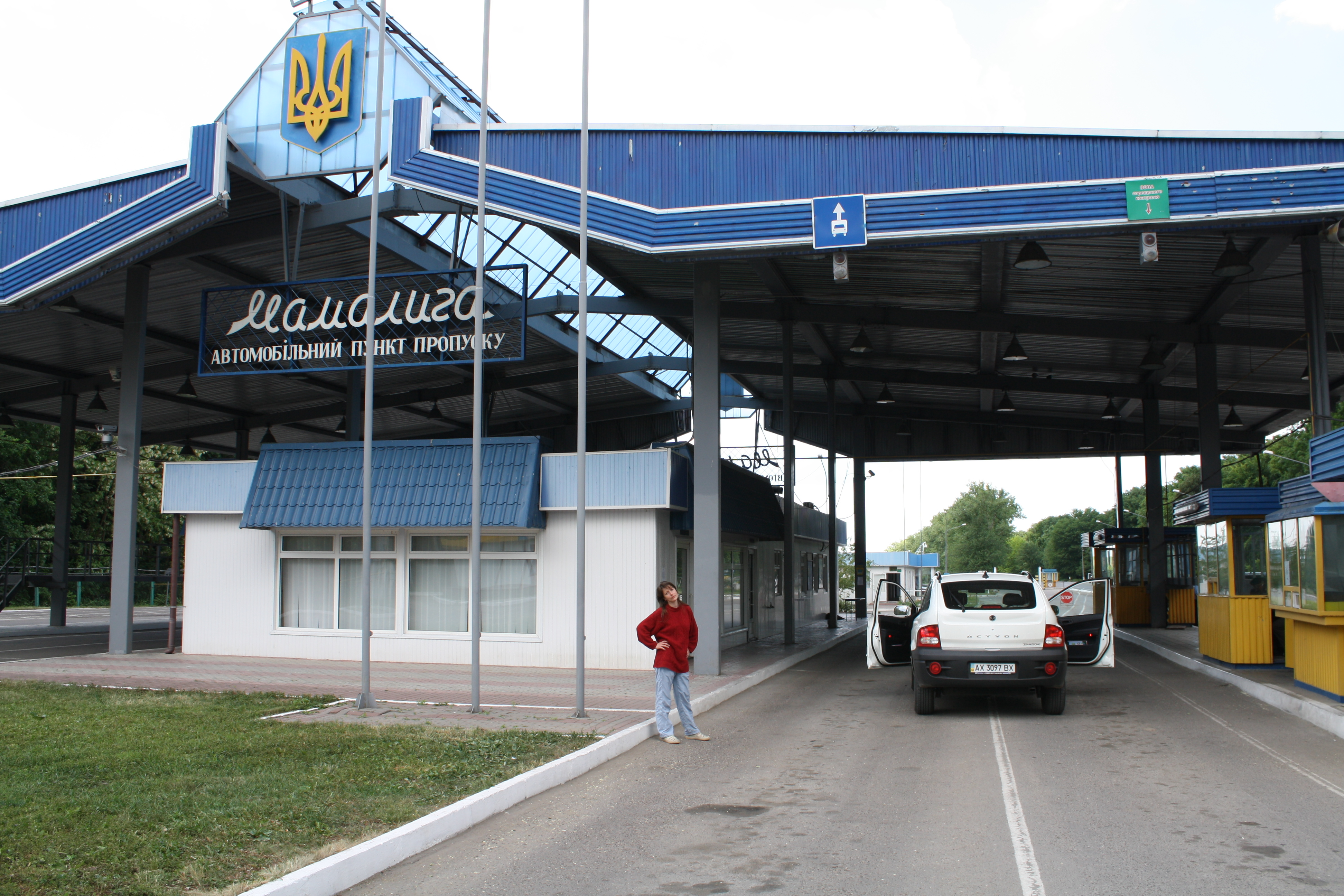
Grenzstation Mamalyha an der Ukrainisch-moldauischen Grenze

Das 1771 erstmals schriftlich erwähnte Dorf liegt 27 km östlich vom ehemaligen Rajonzentrum Nowoselyzja und 56 km östlich vom Oblastzentrum Czernowitz am Ufer des Pruth im Dreiländereck Ukraine–Rumänien–Moldau und hat einen Grenzbahnhof an der Bahnstrecke Tscherniwzi–Ocnița sowie einen Grenzübergang an der Fernstraße N 10 nach Moldau.

## Geschichte
Mamalyha gehörte bis 1812 zum Fürstentum Moldau. Nach dem Frieden von Bukarest wurde es als Teil der historischen Region Bessarabien dem Russischen Reich einverleibt. Bis 1918 befand sich das Dorf im Ujesd Chotyn des Gouvernements Bessarabien. Zwischen 1918 und 1940 sowie 1941 und 1944 war Mamalyha Teil des Judeţul Hotin im Königreich Rumänien. In den Jahren 1940/41 sowie ab 1944 wurde es der Ukrainischen SSR und ab 1991 der unabhängigen Ukraine angegliedert.

## Gemeinde
Am 12. August 2015 wurde das Dorf zum Zentrum der neu gegründeten 145,56 km² großen Landgemeinde Mamalyha (Мамалигівська сільська громада/Mamalyhiwska silska hromada). Zu dieser zählen auch die 7 in der untenstehenden Tabelle aufgelistetenen Dörfer im Südosten des Rajons Nowoselyzja; bis dahin bildete es zusammen mit dem Dorf Koschuljany (Кошуляни) die Landratsgemeinde Mamalyha (Мамалигівська сільська рада/Mamalyhiwska silska rada).
Seit dem 17. Juli 2020 ist der Ort ein Teil des Rajons Dnister.
Folgende Orte sind neben dem Hauptort Mamalyha Teil der Gemeinde:
| Name                     | Name       | Name                    | Name                     |
| ukrainisch transkribiert | ukrainisch | russisch                | rumänisch                |
| ------------------------ | ---------- | ----------------------- | ------------------------ |
| Balkiwzi                 | Балківці   | Балковцы (Balkowzy)     | Balcăuți                 |
| Dranyzja                 | Драниця    | Драница (Draniza)       | Șendreni                 |
| Koschuljany              | Кошуляни   | Кошуляны                | Coșuleni                 |
| Nehrynzi                 | Негринці   | Негринцы (Negrinzy)     | Negreni                  |
| Neswoja                  | Несвоя     | Несвоя                  | Nesvoia, Nesfoaia        |
| Podwirne                 | Подвірне   | Подворное (Podwordnoje) | Chișla-Salieva, Podvârna |
| Stalniwzi                | Стальнівці | Стальновцы (Stalnowzy)  | Stălinești               |